# Viano
Viano é uma comuna italiana da região da Emília-Romanha, província de Reggio Emilia, com cerca de 3.017 habitantes. Estende-se por uma área de 45 km², tendo uma densidade populacional de 67 hab/km². Faz fronteira com Albinea, Baiso, Carpineti, Casina, Castellarano, Scandiano, Vezzano sul Crostolo.

## Demografia
| Variação demográfica do município entre 1861 e 2011                               |
|                                                                                   |
| Fonte: Istituto Nazionale di Statistica (ISTAT) - Elaboração gráfica da Wikipedia |